# Akcja „Burza” w Okręgu Łódź Armii Krajowej

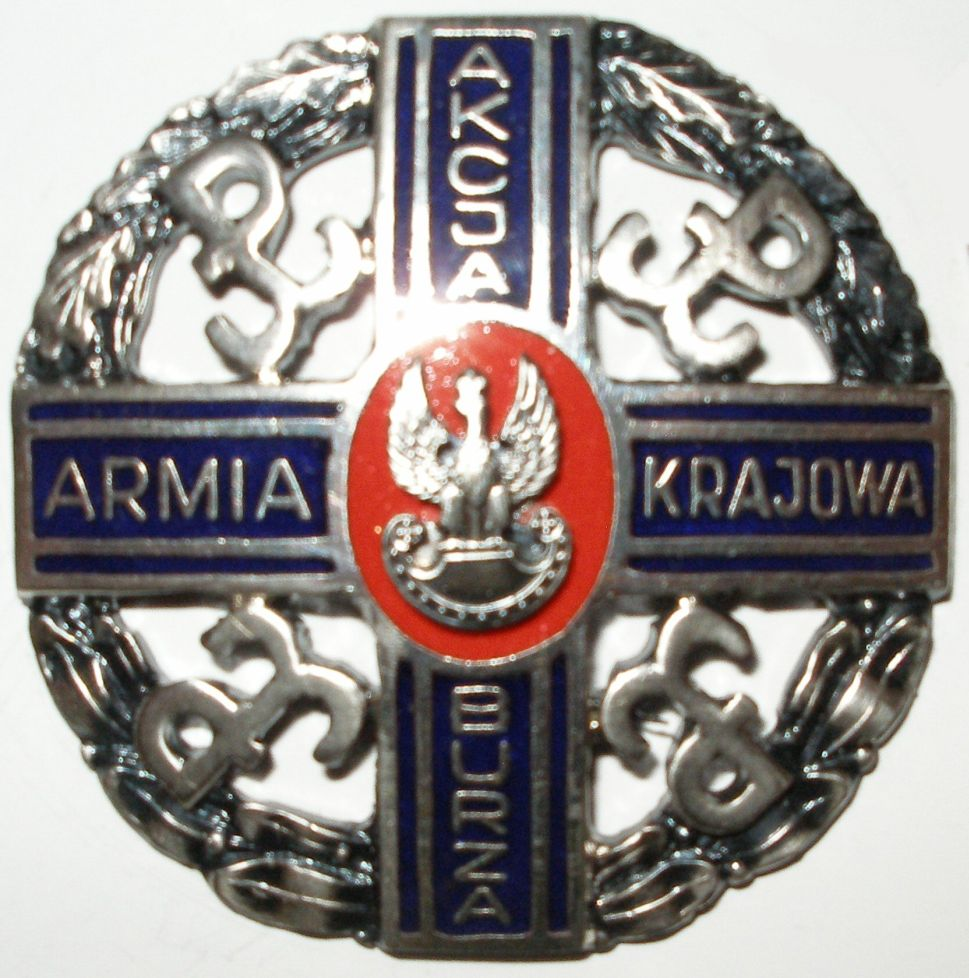
Odznaka AK przyznawana za udział w akcji „Burza”

Akcja „Burza” w Okręgu Łódź AK – część akcji wojskowej zorganizowanej i podjęta przez oddziały Armii Krajowej przeciw wojskom niemieckim, w końcowej fazie okupacji niemieckiej, bezpośrednio przed wkroczeniem Armii Czerwonej, prowadzona w granicach II Rzeczypospolitej.
Akcja „Burza” w okręgu była prowadzona od 14 sierpnia do 26 listopada 1944.
W inspektoracie piotrkowskim formowano 25 pułk piechoty. W jego skład początkowo weszły tworząc jego 1 batalion: OP „Grom” ppor. Aleksandra Arkuszyńskiego – „Maja”, OP „Błyskawica” kpt. Tadeusza Dębskiego – „Marsa”, OP „Wicher” ppor. Witolda Kucharskiego – „Wichra”, OP por. Kazimierza Załęskiego – „Bończy”, OP „Burza” sierż. Stanisława Karlińskiego – „Burzy”, OP ppor. Henryka Furmańczyka – „Henryka” i OP „Trop” ppor. Jana Mateckiego – „Groma”. Na początku września batalion przekształcony został w 25 pp. Dowództwo nad nim objął mjr. Rudolf Majewski – „Leśniak”.
Pułk operował w lasach przysuskich. W lipcu i sierpniu opanowano stacje kolejowe Bratków i Białaczów, urządzono zasadzki pod Sulejowem, Barkowicami Mokrymi i Kluczewem. 16 sierpnia między Sulborowicami a Sosnowicami rozbito karną ekspedycję. Straty przeciwnika wynosiły 53 zabitych i rannych.
Od września 25 pp walczył z siłami policyjnymi i wojskowymi w ramach prowadzonej przez nich operacji antypartyzanckiej. Do walk dochodziło 6 września pod Stefanowem, 26 września w rejonie Stefanów – Budy – Gałki, 14 października w Żdżarach, 23 października pod Widuchem-Myśliborzem, 27 października pod Białym Ługiem, 4 listopada pod leśniczówką Huta, 5 listopada pod Bokowem, 7 listopada pod Nowinkami i 8 listopada pod Wincentowem-Brodami. Walki te, niezwykle krwawe doprowadziły do rozwiązania pułku. Zginęło około 130 partyzantów. W polu działały jednak nadal mniejsze oddziały.
Inspektorat Łódź AK odtwarzał 29 Pułk Strzelców Kaniowskich. Oddział partyzancki ppor. Ryszarda Ziółkowskiego – „Sama” w obwodzie Brzeziny wytrwał do wyzwolenia. Zorganizował trzy akcje kolejowe; 14 września zdobył magazyn z bronią na stacji w Słotwinach; 11 listopada walczył pod Strykowem.
Bez powodzenia walczył natomiast w lasach brudzewickich oddział ppor. Stanisława Krupińskiego – „Górala”. 30 sierpnia Niemcy rozbili oddział „Wilk” ppor. Antoniego Kucharskiego – „Roggersa”. „Oddział „Dzik” ppor. Henryka Sieczkowskiego – „Władysława” został zniszczony 26 listopada w Szwejkach Wielkich.